# Championnat d'Oman de football 1996-1997
Navigation
Saison précédente Saison suivante
La saison 1996-1997 du Championnat d'Oman de football est la vingt-et-unième édition de la première division au sultanat d'Oman, l' Oman League. Elle rassemble les douze meilleurs clubs du pays au sein d'une poule unique où ils s'affrontent à deux reprises, à domicile et à l'extérieur. En fin de saison, les quatre derniers du classement sont relégués et remplacés par les deux meilleurs clubs de deuxième division.
C'est l'Oman Club qui remporte le championnat cette saison après avoir terminé en tête du classement final, avec onze points d'avance sur le double tenant du titre, Sur Club et treize sur Al-Ittihad Club. C'est le tout premier titre de champion d'Oman de l'histoire du club.

## Les clubs participants
| - Sur Club - Al-Suwaiq - Dhofar Club - Fanja Club - Promu de D2 - Sohar Club - Promu de D2 - Ruwi FC | - Al Nasr Salalah - Al-Ittihad Club - Al-Seeb Sports Club - Al Bustan - Al Oruba Sur - Oman Club |

## Compétition
Le barème de points servant à établir le classement se décompose ainsi :
- Victoire : 3 points
- Match nul : 1 point
- Défaite : 0 point

### Classement
| Rang | Équipe               | Pts | J  | G  | N  | P  | Bp | Bc | Diff |
| ---- | -------------------- | --- | -- | -- | -- | -- | -- | -- | ---- |
| 1    | Oman Club            | 49  | 22 | 15 | 4  | 3  | 46 | 16 | +30  |
| 2    | Sur ClubT            | 38  | 22 | 11 | 5  | 6  | 35 | 33 | +2   |
| 3    | Al-Ittihad Club      | 36  | 22 | 11 | 3  | 8  | 33 | 25 | +8   |
| 4    | Dhofar Club          | 30  | 22 | 8  | 6  | 8  | 40 | 27 | +13  |
| 5    | Al-Seeb Sports ClubC | 29  | 22 | 7  | 8  | 7  | 23 | 29 | -6   |
| 6    | Al Nasr Salalah      | 28  | 22 | 6  | 10 | 6  | 31 | 27 | +4   |
| 7    | Al Oruba Sur         | 28  | 22 | 6  | 10 | 6  | 24 | 21 | +3   |
| 8    | Sohar ClubP          | 27  | 22 | 7  | 6  | 9  | 20 | 29 | -9   |
| 9    | Al-Suwaiq            | 25  | 22 | 6  | 7  | 9  | 25 | 22 | +3   |
| 10   | Al Bustan            | 24  | 22 | 6  | 6  | 10 | 20 | 30 | -10  |
| 11   | Fanja ClubP          | 24  | 22 | 5  | 9  | 8  | 15 | 18 | -3   |
| 12   | Ruwi FC              | 17  | 22 | 3  | 8  | 11 | 10 | 29 | -19  |

|  | Qualification pour la Coupe d'Asie des clubs champions 1998-1999 et la Coupe du golfe des clubs champions 1999 |
|  | Qualification pour la Coupe des Coupes 1997-1998                                                               |
|  | Relégation directe en deuxième division                                                                        |
|  | T : Tenant du titre C : Vainqueur de la Coupe d'Oman                                                           |

## Bilan de la saison
| Championnat d'Oman de football 1996-1997                        |                       |
| Champion                                                        | Oman Club (1er titre) |
| Coupes et trophées                                              |                       |
| Vainqueur de la Coupe d'Oman 1996-1997                          | Al-Seeb Sports Club   |
| Qualifications continentales                                    |                       |
| Coupe d'Asie des clubs champions 1998-1999                      | Oman Club             |
| Coupe des Coupes 1997-1998                                      | Al-Seeb Sports Club   |
| Coupe du golfe des clubs champions 1999                         | Oman Club             |
| Promotions et relégations                                       |                       |
| Promus en Oman League                                           | Al Boraimi            |
| Promus en Oman League                                           | Al Qurayat            |
| Relégués en Championnat d'Oman de football de deuxième division | Al-Suwaiq             |
| Relégués en Championnat d'Oman de football de deuxième division | Al Bustan             |
| Relégués en Championnat d'Oman de football de deuxième division | Fanja Club            |
| Relégués en Championnat d'Oman de football de deuxième division | Ruwi FC               |